# Paus Pius II
Pius II, geboren als Enea Silvio Piccolomini (Corsignano, na hem Pienza genoemd, bij Siena, 18 oktober 1405 – Ancona, 14 augustus 1464) was paus van 19 augustus 1458 tot 14 augustus 1464.

## Jeugd en adolescentie
Enea Silvio Piccolomini werd geboren op 18 oktober 1405 in een klein dorpje genaamd Corsignano (thans Pienza). Enea groeide op in een arm gezin, waardoor hij zijn hele jeugd op het land mee moest werken. Hij kreeg alleen elementair basisonderwijs van zijn dorpspriester Pietro. Enea vertoonde echter zo’n intelligentie en scherpzinnigheid dat hij door zijn verre familieleden Bartolomea en Niccolò Lolli werd opgenomen in hun huishouden. Enea ging pas studeren aan de universiteit van Siena op twintigjarige leeftijd. Zijn achterstand haalde hij in door zich dag en nacht aan zijn studie te wijden. Door soms dagen niet te eten, spaarde hij geld en tijd uit die hij aan zijn studie wijdde. Zo ontpopte hij zich tot een ware humanist. Na zijn propedeutische studie van de retorica en poëzie ging Enea in navolging van de klassieke modellen zelf poëzie schrijven. Zijn grote voorbeelden waren Vergilius, Propertius en Horatius. De Cinthia is een elegisch dichtwerk uit Enea’s studietijd. Angela Acherisi, een getrouwde vrouw, inspireerde Enea tot het schrijven van de Cinthia. Met de naam Cinthia toonde Enea zijn toewijding aan de klassieke modellen: Cynthia was de naam van de geliefde van Propertius. Na zijn studie van de retorica en poëzie ging Enea rechten studeren met het oog op een politieke carrière.

## Begin kerkelijk leven
Kardinaal Domenico Capranica ontmoette Enea in Siena en herkende zijn uitzonderlijke talent. Hij stelde Enea aan als secretaris en liet hem meereizen naar het concilie van Basel. Na het concilie van Bazel trad Enea in dienst van verschillende prominente geestelijken. In dienst van kardinaal Niccolo Albergati had Enea een diplomatieke missie naar Schotland uitgevoerd. In 1437 werd Enea aangesteld als secretaris van tegenpaus Felix V. In 1442 reisde Enea, als antipauselijke nuntius, naar het hof van keizer Frederik III. Hier werd zijn uitzonderlijke talent bemerkt en werd Enea aangesteld als keizerlijke secretaris. Op 7 augustus 1442 werd Enea tot poeta laureatus benoemd door de keizer.
Enea wilde aantonen dat zijn benoeming (i.e. tot poeta laureatus) niet ongegrond was en begon driftig met het schrijven van literatuur. In deze periode schreef hij de Chrysis, een komedie in navolging van de Romeinse komedieschrijver Plautus. Zijn grote meesterwerk was de Historia de duobus amantibus, een liefdesroman over Lucretia en Eurylus. Dit werk was gedurende de hele Renaissance immens populair en werd in meerdere talen vertaald. Enea schreef biografieën van belangrijke tijdgenoten in zijn De Viris Illustribus. Enea schreef ook meerdere traktaten met uiteenlopende onderwerpen, bijvoorbeeld De natura et cura equorum en Pentalogus.
Paus Pius II schreef een autobiografie die de titel Commentarii draagt, de enige autobiografie ooit door een paus geschreven.
Keizer Frederik wilde dat Enea een kerkelijke functie ging vervullen. De Rooms-Katholieke Kerk was echter niet enthousiast over Enea, vanwege zijn associatie met Felix V. Door de invloed van keizer Frederik III werd Enea in 1446 ingewijd als priester. In 1448 werd Enea benoemd tot bisschop van Triëst en nog geen twee jaar later tot kardinaal-bisschop van Siena. In 1456 werd Enea benoemd tot kardinaal-bisschop van de Santa Sabina te Rome. In 1458 werd Enea gekozen tot paus. Hij koos de naam Pius, wegens zijn grote voorliefde voor Vergilius (Pius Aeneas was een veelvoorkomende formule in de Aeneis). De humanistisch opgeleide Aeneas Silvius Piccolomini groeide zo uit tot een welsprekende, overtuigende paus Pius II.
Het pontificaat van Pius II werd gekenmerkt door zijn streven Europa te behouden voor het christendom. Op een congres te Mantua in 1459 werd er tot een kruistocht tegen het Ottomaanse Rijk besloten, maar door problemen met Frankrijk, Hongarije en het Heilige Roomse Rijk ging dit niet door. Hij stierf aan de koorts tijdens de voorbereidingen van een pauselijke kruistocht in de haven van Ancona.

## Pius' kerkelijke macht in Siena

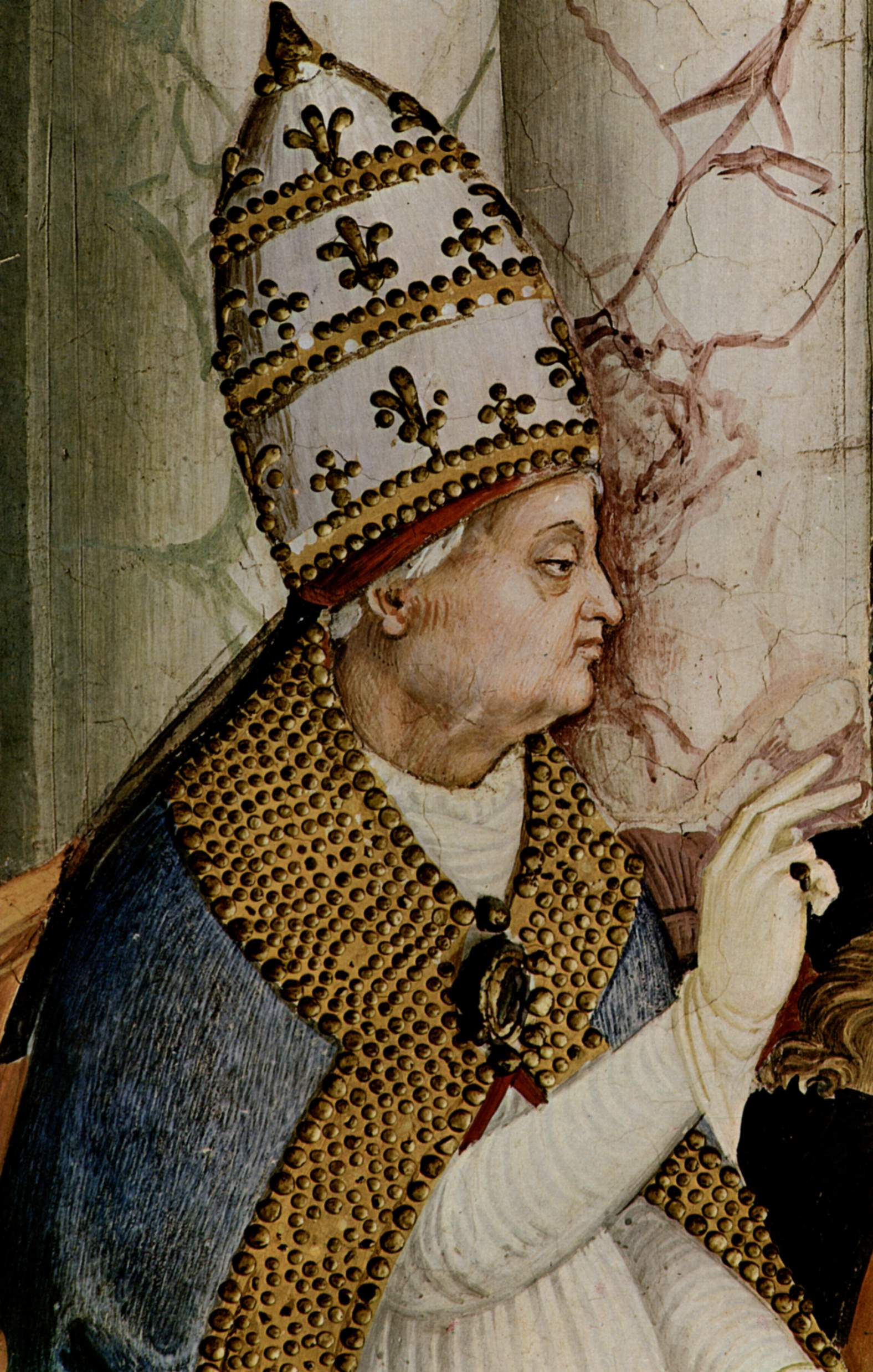
Een van de fresco's met de beeltenis van Piccolomini in de dombibliotheek van Siena

Het is in Siena dat het, eerst als bisschop en kardinaal, later als paus, voor Pius mogelijk werd zijn humanistische ideeën om te zetten in de realiteit. Het is in dit opzicht dat Pius II kan gezien worden als een uitstekende humanist. Het humanisme is namelijk geen utopische, academische voorstelling, maar het is de omzetting in de realiteit die er werkelijk toe doet.
Door zijn kerkelijke macht aan te wenden, slaagt Pius er in het Piccolominipatrimonium in Siena grondig uit te breiden. Dit vindt vooral plaats in de buurt van Piazza Piccolomini, waarrond de familie Piccolomini al sedert lang gevestigd was, maar stilaan veel van hun gezag en glorie verloren was. Dit gegeven zal Pius’ architecturale programma sterk gaan bepalen in de eerste jaren van zijn pausschap.
Zijn architecturale programma kent twee facetten.
- Enerzijds stelt hij zijn architectuur ten dienste van de stad, om zo Siena naar voren te brengen als een stedelijke autoriteit, naast de Florentijnse opmars van de 15e eeuw. Dit is duidelijk te lezen in Palazzo delle Papesse, die niet aan Piazza Piccolomini gelegen is. Toch was Pius bereid er een aanzienlijk kapitaal in te investeren. Dit wijst op zijn algemene bezorgdheid om Siena en zijn voorkomen als commune[2].
- Anderzijds streeft Pius naar een architectuur van persoonlijke representatie. Hij wil zich in de geschiedenis vereeuwigen aan de hand van z’n architectuur, die zijn roem en generositeit moet meedragen. Hij verwezenlijkt dit aan de hand van een religieuze politiek, waarbij hij op de steun van het stadsbestuur kon rekenen in de vorm van gunsten & belastingonthoudingen. De projecten die hij zo in Siena kan realiseren, zijn dus vaak van een familiale aard, die de naam Piccolomini verspreiden en status gaven.

In dit opzicht is de classicistische Loggia Piccolomini, ofwel Loggia del Papa, een symbool voor een gebied beheerst door de familie Piccolomini. Piazza Piccolomini werd met Pius’ ingrepen een waardige voorstelling voor zijn clan, de Piccolomini’s.
Pius II bracht met zijn projecten tevens een compleet nieuwe architectuur in Siena binnen: een architectuur all’antica. Op deze manier wilde Pius II een voorbeeld stellen voor toekomstige bouwheren en zijn invloed in Siena in de geschiedenis doordrukken.
Maar zijn architectuur is niet zo eenduidig op te vatten.
De bouwwerken werden dan wel overwegend uitgevoerd in een vroegrenaissancistische stijl, ze zullen nog steeds middeleeuwse elementen in zich meedragen.
Pius creëert zo een zeer vrije omgang met architectuur, waarbij de stijl steeds ondergeschikt gaat aan de doelstelling van het gebouw.
Het Palazzo Piccolomini-Clementini is hiervan een voorbeeld, met zijn overwegende classicistische elementen, als toepassing van het palazzotype. In zijn façade wordt er dan weer een gotische aanpak gehanteerd, met de toepassing van spitsbogen.
Het is in Pienza dat deze complexiteit in architecturale stijl nog veel directer tot uiting zal komen. Voornamelijk de dualiteit tussen Pius als overtuigde humanist, maar tegelijkertijd zijn ongebonden omgang met architectuur, is een interessante gedachte.

## Pius' politieke macht in Pienza

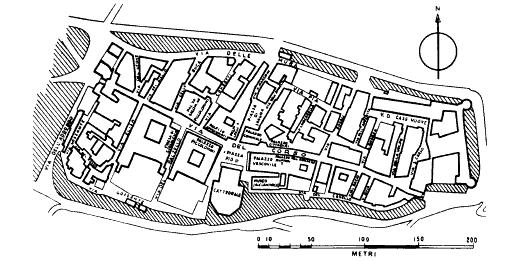
Plan van het dorp Pienza

Gelijklopend met zijn projecten in Siena, vinden de hervormingswerken van zijn geboortedorpje Corsignano plaats. Het is in het kader van een herwaardering van zijn geboortedorp en machtsrepresentatie dat dit stadsproject moet gezien worden. Deze onderneming kon enkel plaatsvinden na het verkrijgen van de politieke macht in Corsignano. Dit gebeurde onder toestemming van Siena, aangezien Siena hierin meteen de potentie van een grotere economie/macht zag. Corsignano werd zo de zetel van Pius en de familie Piccolomini: Pius kon beginnen aan zijn ‘opus magnum’.
Daarvoor stelde Pius II in 1459 Bernardo Rossellino aan als architect voor Corsignano. Maar het is Pius die een duidelijk beeld had van wat Corsignano, en later Pienza, moest worden. Het zijn dus zijn ideeën die Rossellino in de praktijk moest omzetten.
Pienza wordt door sommigen steevast bestempeld als de ‘eerste ideaalstad van de renaissance’. Maar dit werd uiteindelijk niet meer dan een intentie, en is nu enkel gedeeltelijk zichtbaar op Piazza Pio II.
Hier werden van 1459 tot 1462 vier nieuwe gebouwen opgetrokken, die het Piazza zouden gaan vormgeven. Door deze ingrepen werd hier onmiddellijk het machtsmiddelpunt van de nieuwe stad Pienza gelegd.
- Palazzo Piccolomini

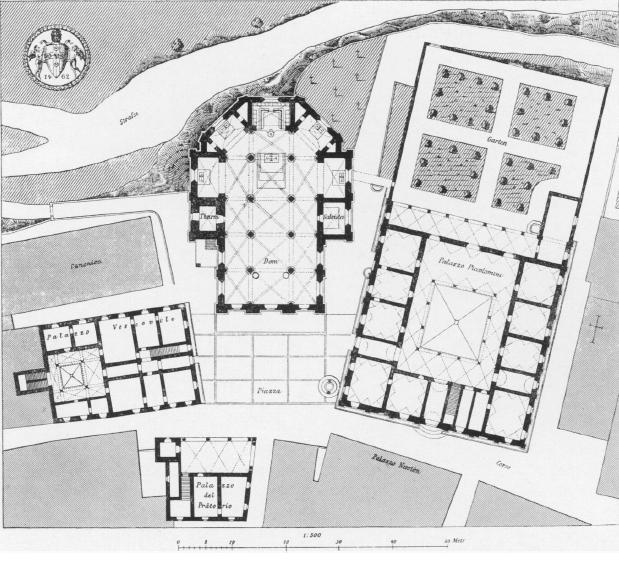
Piazza Pio II te Pienza

Palazzo Piccolomini is in een traditioneel Florentijnse stijl opgetrokken, met rechtstreekse invloed van het Palazzo Medici. Maar tegelijkertijd had Pius een dak met 23 schoorstenen in gedachten, die middeleeuws moesten aandoen (dit is wel nooit gebouwd).
- Palazzo Communale

Palazzo Communale is een klein, gracieus gebouw met classicistische elementen. Tegelijkertijd herbergt het onmiskenbaar de gotische stijl in zich. Het werd gebouwd voor en door de inwoners van het vroegere Corsignano, als toegift van Pius, die al meerdere huizen in Corsignano had moeten onteigenen om zijn project te kunnen voltooien.
- Palazzo Borgia

Palazzo Borgia is dan weer een meer gesloten renaissance palazzo, met een massief aandoenende, Romaanse invloed.
- Kathedraal

De kathedraal heeft een vroegrenaissancistische façade, met zowel classicistische elementen, maar werd geïnspireerd op een 12e-eeuwse kerkfaçade in Assisi. Deze combinatie geeft de buitenkant een strenge, kille uitstraling. Hiertegenover staat het interieur dat, gebaseerd op een gotische hallenkerk, warm overladen was met decoratie. Dit is niet de enige tegenstelling die de kerk in zich draagt. Het baptisterium onder de kerk heeft een duidelijk renaissancistische stijl wat de structuur betreft, maar de doopvont is in een middeleeuwse stijl vormgegeven.
Het zijn dit soort tegenstellingen die Piazza Piccolomini, en daardoor ook Pienza, zijn karakter geven.
Op schaal van de gebouwen behoort ‘elk gebouw duidelijk tot een bepaalde stijlklasse, elk bepaald door een afgebakend geografisch gebied. Deze stijl hangt onmiddellijk samen met zijn te vervullen functie of gebruikersklasse’. Elk gebouw verkrijgt zo zijn eigenheid, binnen het omvattende kader van de renaissance.
Op schaal van de stad werkt deze tegenstelling ook: de intentie van de hervormingswerken doelde op een herwaardering en bouw van een nieuwe stad op een humanistische grond. Maar ook hierin zijn belangrijke uitzonderingen op te merken.
Piazza Piccolomini is bijvoorbeeld niet volgens de traditionele urbanistische waarden van de renaissance vormgegeven. Zo ligt de visuele as van het plein niet loodrecht op de kerkfaçade, maar langs de hoofdstraat, die evenwijdig met de kerkfaçade ligt.
Door deze inplanting verkrijgt het plein een zeer dynamische perceptie voor de bezoeker. Dit maakt dat het vroegere middeleeuws karakter van steegjes en dynamiek nog steeds zichtbaar is, terwijl de theorie van statische assen op het plein amper overeind blijft.
In dit opzicht kan Pienza dus ook niet zo maar als renaissance ideaalstad bestempeld worden, tenminste niet in de enge zin van het woord waarbij duidelijke assen en perspectieven de straatzichten bepalen. Het gaat hier meer om de opeenvolging van scènes, die de bezoeker als het ware wegwijs maken tijdens zijn wandeling. Bij elke stap worden nieuwe elementen prijsgegeven. De passage wordt zo veel minder eenduidig.
Deze opvatting sluit perfect aan bij de eerder besproken stijlverschillen in de gebouwen rond de piazza. Deze verkrijgen zo, vanuit een grotere schaal, toch een samenhang, net door de naadloze enscenering van het geheel.

## Besluit

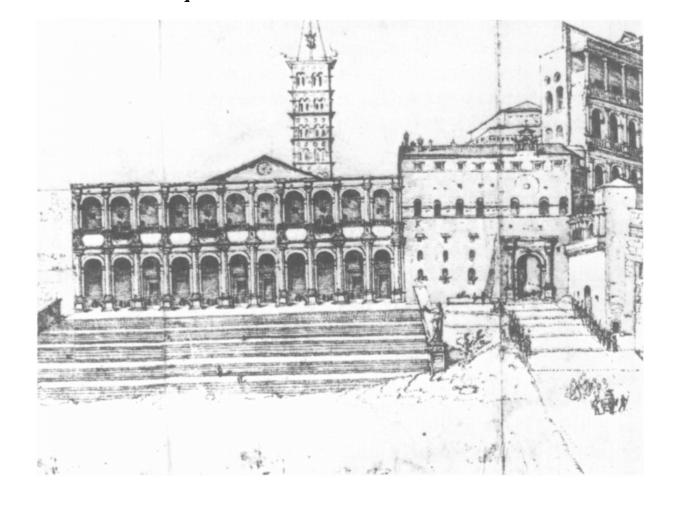
Oude Benedictijnse loggia, Rome

Pius’ idee van het christendom als unificerende godsdienst voor het toen zeer versnipperde Europa, vertaalt zich in zijn omgang met architectuur. Hij zet de architectuur in om de grootsheid van het christendom te tonen. Een goed voorbeeld daarvan is de Benedictijnse Loggia op het Sint-Pietersplein te Rome. Deze was zeer prominent aanwezig, er werden vaak ceremonies gehouden voor grote groepen gelovigen en kon op die manier veel invloed uitoefenen. Ze was de representatie van het christendom in Rome, van de unificatie van het christendom in Europa, net zoals vele andere gebouwen waarvoor Pius II de opdracht gaf. Zijn gebouwenpolitiek droeg steeds dit religieus motief met zich mee.
Naast deze wereldlijke doelstelling, verloor Pius nooit het historische aspect van architecturale representatie uit het oog.
Met zijn stedelijke projecten in Siena en Pienza, wilde Pius II zijn naam als paus in het stadsbeeld vereeuwigen. Dit leidde tot een uitgebreid patrimonium dat een sterke impact zou kennen op de algemene renaissanceontwikkeling in stedelijke context.